# Cerberus Trisector
Cerberus Trisector (englisch Kerberos Dreiteilung) ist ein Album der multinationalen Funeral-Doom-Band The NULLL Collective.

## Geschichte
Cerberus Trisector entstand ab dem Jahr 2010, als Album des Projektes von Stijn van Cauter, E. M. Hearst und S. P. White. Jeder des multinationalen Trios schrieb eigene Stücke und sandte Skizzen und Rohfassungen der musikalischen Idee an die anderen Mitglieder. Einige der Musikstücke wurden von einer Person geschrieben, andere wurden von allen Mitgliedern be- und erarbeitet. Eine Aufteilung als Instrumentalisten blieb dabei aus. Die Gruppe verstand sich so in ihrer Arbeit nicht als klassische Bandbesetzung. Mehr waren die Musiker an der ökonomischen und kreativen Freiheit interessiert die ihnen das gemeinschaftliche Agieren unter einem gemeinsamen Namen ermöglichte. Noch im Jahr 2010 erschien mit dem Stück Cerberus Trisector ein erstes Stück als Download, das als Ankündigung auf das kommende Album beworben wurde. Das Album wurde dabei für das Jahr 2011 angekündigt.
Die nach der Veröffentlichung des Debüts De Monstris begonnene Arbeit an einem zweiten Album wurde jedoch von den Musikern nicht abgeschlossen. Nach Jahren und einer längeren kreativen Auszeit mischte und masterte van Cauter das vorhandene Material und veröffentlichte Cerberus Trisector am 20. August 2022 über Void Overflow als Musikdownload und Print-on-Demand-CD. Dabei merkte er an, dass das Album in der erschienenen Form weiterhin unabgeschlossen sei.

## Albuminformationen
Cerberus Trisector ist das zweite Studioalbum der Band. Das 2022 über Void Overflow erstmals als Musikdownload veröffentlichte Album enthält acht separate Stücke, die eine Gesamtspielzeit von 52:32 Minuten haben. In der zur Verfügung gestellten Print-on-Demand-Variante gab van Cauter das Album mit entsprechender Aufbereitung als CD heraus. Die Gestaltung des Albums übernahm van Cauter selbst. Das digital gestaltete Covermotiv zeigt ein anamorphes weißes Objekt auf changierend schwarzem Grund.

## Stil
Das als Musikdownload veröffentlichte Album ordnet sich dem Funeral Doom und Industrial Metal unter. Dabei kombiniert die Musik die Stile der Stammprojekte der beteiligten Musiker Until Death Overtakes Me, Torture Wheel und Uncertainty Principle.

## Titelliste
1. Awakening of Cerberus: 03:24
2. Rains of Titan: 04:15
3. Cerberus Trisector: 09:56
4. On the 7th Day: 05:21
5. Oceans of Enceladus: 07:07
6. Cosmic Rift: 10:06
7. Obsidian Sorrow: 06:36
8. Jingle Bells: 05:47